# Héctor Canziani
Héctor Canziani , cuyo nombre completo era Héctor Augusto Canziani  fue un director de cine y letrista de Argentina y uno de los fundadores en 1958 de la entidad Directores Argentinos Cinematográficos. Fue cuñado del gran arquero de San Lorenzo de Almagro Sebastián Gualco.

## Filmografía
Director
- Al compás de tu mentira  (1950)
- El ídolo del tango  (1949)

Guionista
- La quinta calumnia  (1941)
- Caras argentinas  (1939)

Argumento
- La verdadera victoria  (1944)

## Obras registradas
En SADAIC las obras registradas a nombre de Héctor Augusto Canziani son las siguientes:
- Al compás de tu mentira (9 de mayo de 1950) en colaboración con Rodolfo Aníbal Sciammarella.
- Milonga del amor (10 de mayo de 1950) en colaboración con Rodolfo Aníbal Sciammarella.
- No tiene importancia (12 de mayo de 1950) en colaboración con Rodolfo Aníbal Sciammarella.
- Ojos negros (12 de abril de 1939) en colaboración con M. J. Puppo.
- Zamba de la luna triste en colaboración con Julio César Navarro

## Nota
1. ↑  «Directores Argentinos Cinematográficos». Consultado el 24 de julio de 2016.
2. ↑  SADAIC. «Obras de Héctor Augusto Canziani». Consultado el 29 de febrero de 2016.